# Ambloma
Ambloma is een geslacht van vlinders van de familie dominomotten (Autostichidae), uit de onderfamilie Symmocinae.

## Soorten
- A. brachyptera Walsingham, 1908
- A. klimeschi Gozmany, 1975